# Eublemma parva
Eublemma parva là một loài bướm đêm trong họ Erebidae.

## Hình ảnh

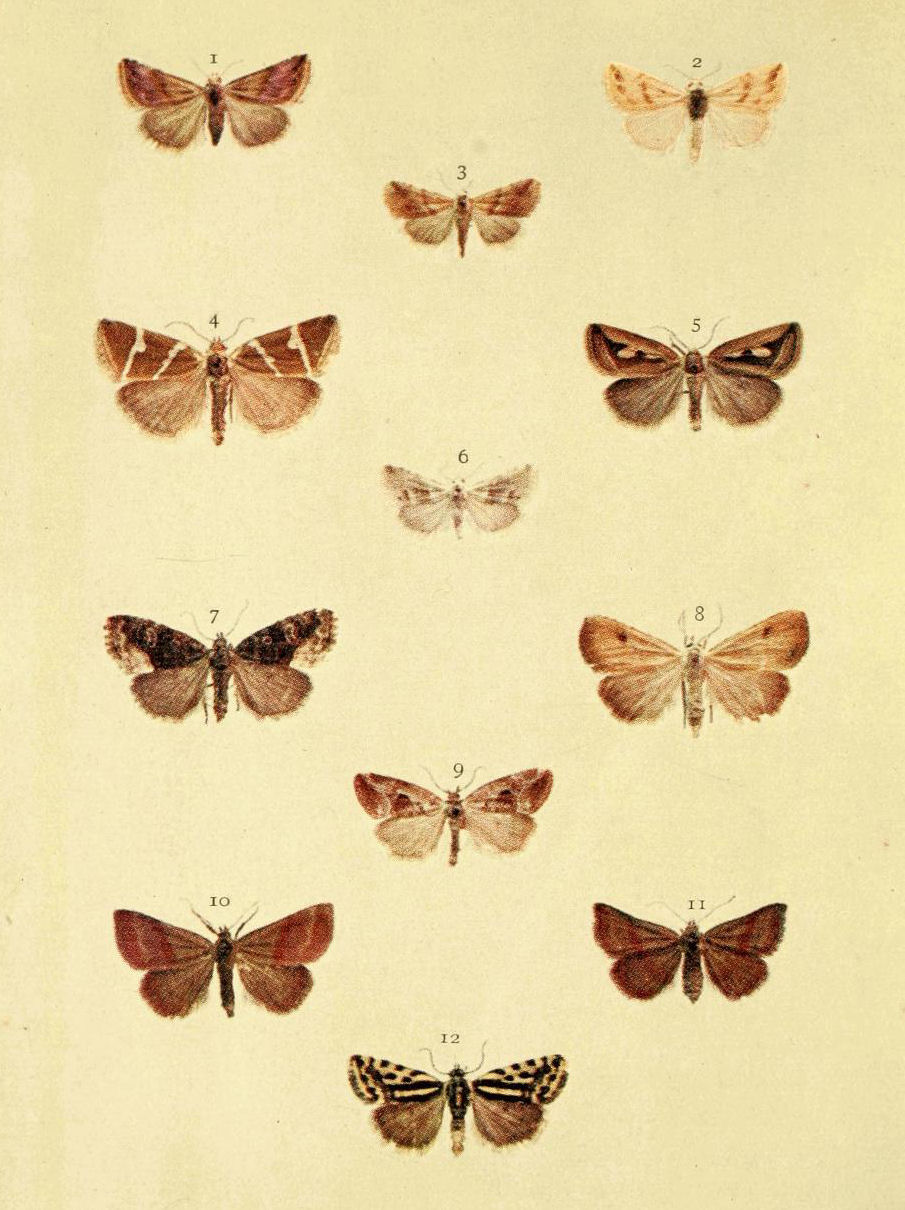